# Хирохико Араки
Хирохико Араки (јап. 荒木 飛呂彦, Araki Hirohiko; Сендај, 7. јун 1960) јапански је цртач манги. Познат је по свом раду Jojo's Bizarre Adventure, објављеном 1987. године у недељнику Shonen Jump, који је, само у Јапану, продат у више од 100 милиона примерака. Араки је 2019. добио награду Јапанског министарства културе за своја уметничка достигнућа.

## Биографија

### Младост
Араки је одрастао у Сендају, с родитељима и две сестре близнакиње. Понашање његових сестара га је нервирало, што га је на крају натерало да време проводи сам у соби читајући манге и стрипове. Он издваја стрип Ai to Makoto и очеве књиге са илустрацијама као највећи мотив за цртање манги. Пол Гоген му је такође био велика инспирација. Након што је један од пријатеља похвалио Аракијеву прву мангу, почео је у тајности да их црта. Свој први рад пријавио је у једном часопису у првој години средње школе. Он је, као и сви његови други радови до тада, био одбијен. Араки је одлучио да оде у канцеларију издавача у Токију да лично сазна зашто. Уредник издавачке куће Shueisha, с којим се тамо сусрео, је дао одговоре као и критику на његове радове, али и додао да имају доста потенцијала. На то је додао да би требало да среди свој стрип и да га припреми за предстојећу награду Тезука. Стрип о коме се радило је био Poker Under Arms.

### Почетак каријере и
Араки је студирао на Универзитету образовања у Мијагију, али је одустао пре него што је дипломирао. Каријеру је започео 1980. године са једнократном причом Poker Under Arms, користећи псеудоним Тошијуки Араки. Рад је те године био „изабрано дело“ на такмињењу за награду Тезука. Аракијев први серијализован рад је био Cool Shock B.T. и почео је да се објављује 1983. године. Наредне године је изашао Baoh, манга о човеку коме је зла организација усадила паразит и дала надљудске моћи. Адаптирана је у оригиналну видео анимацију 1989. године. Аракијев познати цртачки стил развијен је 1985. године у делу The Gorgeous Irene.
Наредна манга, објављења 1987. године, постаће његов најпопуларнији рад. Реч је о манги JoJo's Bizarre Adventure која прати Џонатара Џостара и његовог присвојеног брата Дија Бранда који је покушао да убије њиховог оца, и касније постао вампир. Манга има много наставка, и серијализује се више од тридесет година. Закључно са децембром 2016. године, продата је у више од 100 милиона копија.

### Остали радови
Араки је 2007. године нацртао насловну страну септембарског издања часописа Cell. Наредне године, у Шуеишиној колекцији радова, нацртао је илустрацију за „Играчицу из Изе,“ аутора Јасунарија Кавабате. Урадио је цртеж за ограничено издање сингла Breeeeze Girl, бенда Base Ball Bear.
Араки и још четири уметника су 2009. године изабрани да направе илустрације за колекцију у Лувру. Араки је приказао Рохана Кишиба, лика из Џоџоа, и назвао свој рад „Рохан у Лувру“. Колекција је била изложена од 19. јануара до 13. априла, и Аракијев рад је постао веома популаран. Наредне године је објављен у Француској и јапанском манга часопису Ultra Jump.
Рохан Кишибе се појавио и у колаборацији са брендом Гучи и модним часописом Спур. Од 17. септембра до 6. октобра 2011. године, одржана је изложба „Рохан Кишибе иде у Гучи,“ у коме су били приказани Аракијеви радови и део Гучијеве јесење/зимске колекције. За часопис Спур, Араки је адаптирао „Рохан Кишибе иде у Гучи“ у једнократни стрип. Године 2013, Спур је објавио Jolyne, Fly High with Gucci, Аракијев спин-оф Џоџоа.
Када су рушевине у Хираизумију оштећене у земљотресу и цунамију 2011. године, Араки је урадио илустрацију како би привукао пажњу јавности и инвеститора о реконструкцији. Наредне године у јулу, отворена је изложба у Сендају у част двадесетпетогодишњице Аракијеве најпопуларније манге, JoJo's Bizarre Adventure. Изложба је у октобру померена у Токио.
Араки је 2012. године илустровао корице албума X -Cross- певачице Сајури Ишикава, као и насловну страну репринта књиге Lacan for Surviving Тамакија Саита. Године 2015. урадио је корице за колекцију песама композитора Акире Сенџуа.
Књига која објашњава Аракијеву методологију о стварању манги, под називом „Манга у теорији и пракси“ (荒木飛呂彦の漫画術, Araki Hirohiko no Manga Jutsu), објављена је 17. априла 2015. године у Јапану. Позоришна адаптација Аракијеве једнократне приче Under Execution, Under Jailbreak извођена је у новембру и децембру 2015. године. Представа је такође садржала елементе још једне Аракијеве једнократне манге, .
Араки је илустровао постер за Летње параолимпијске игре 2020. године. Рад је инспирисан Хокусајевим ремек-делом „Велики талас изнад Канагаве“.

## Дела

### Манге
- (ザ・ボトル, Za Botoru, 1978. г.)
- (武装ポーカー, Busō Pōkā, 1980. г.)
- (アウトロー・マン, Autorō Man, 1981. г.)
- (バージニアによろしく, Bājinia ni Yoroshiku, 1982. г.)
- (魔少年ビーティー, Mashōnen Bī Tī, 23. октобар 1982. г.)
- (魔少年ビーティー, Mashōnen Bī Tī, 20. септембар 1983. — 22. новембар 1983. г.)
- (バオー来訪者, Baō Raihōsha, 9. октобар 1984. — 12. фебруар 1985. г.)
- (ゴージャス☆アイリン, Gōjasu Airin, 1985. — 1986. г.)
- (ジョジョの奇妙な冒険, JoJo no Kimyō na Bōken, 2. децембар 1986. — данас)
- (変人偏屈列伝, Henjin Henkutsu Retsuden, 1989. — 2003. г.)
- (死刑執行中脱獄進行中, Shikei Shikkōchū Datsugoku Shinkōchū, 28. децембар 1994. г.)
- . (ドルチ ～ダイ・ハード・ザ・キャット～, Doruchi Dai Hādo Za Kyatto, 1996. г.)
- (岸辺露伴は動かない, Kishibe Rohan wa Ugokanai, 24. јун 1997. — данас) (спин-оф манге )
- (デッドマンズQ, Deddomanzu Kuesuchonzu, 2. јун 1999. — 7. јул 1999. г.) (спин-оф манге )
- (オインゴとボインゴ兄弟 大冒険, Oingo to Boingo Kyōdai Daibōken, 23. октобар 2002. г.) (спин-оф манге )
- (岸辺露伴 ルーヴルへ行く, Kishibe Rohan Rūvuru e Iku, 8. април 2010. г.) (спин-оф манге )
- (岸辺露伴 グッチへ行く, Kishibe Rohan Gutchi e Iku, 23. август 2011. г.) (спин-оф манге )
- (徐倫、GUCCIで飛ぶ, Jorīn, Gutchi de Tobu, 22. децембар 2012. г.) (спин-оф манге )

### Остало
- (Фебруар 1991; дизајн седмог главног чудовишта)
- (1993; илустратор за алтернативну причу манге Kochira Katsushika-ku Kameari Kōen-mae Hashutsujo)
- (4. новембар 1993; роман написали Мајори Секиџима и Хироши Јамагучи, илустровао Араки)
- (10. децембар 1993; артбук и приручник)
- (25. фебруар 2000; артбук)
- (13. децембар 2000; корице за Сугиурумнов албум)
- (28. мај 2001; роман написали Гичи Оцука и Таро Мијашо, надгледао и илустровао Араки)
- (27. фебруар 2002; корице за Сугиурумнов албум)
- (2002; корице)
- (2006; специјала илустрација за 30. годишњицу)
- „” (26. април 2006; корице за Soul'd Out-ов сингл)
- (2006; дизајн за мајицу)[24]
- (2006; специјална илустрација у част манге, часопис Weekly Comic Bunch)
- (7. септембар 2007; насловна страна)
- (26. новембар 2007; роман написао Оцуичи, надгледао и илустровао Араки)
- „Играчица из Изуа” (2008; корице)
- „” (24. јун 2009; корице ограниченог издања за Base Ball Bear-ов сингл)
- Naruto (2009; специјала илустрација за 10. годишњицу)
- (16. септембар 2011; роман написао Коухеи Кадоно, илустровао Араки)
- (16. децембар 2016; роман написао Нисио Исин, корице урадио Араки)
- (5. фебруар 2019; корице) [25]
- (енгл. Lacan for Survival) (2012; корице за књигу Тамакија Саита о Жаку Лакану) [26]
- (19. септембар 2012; роман написао Отаро Маиџо, илустровао Араки)
- (19. септембар 2012; корице за албум Сајури Ишикаве)
- (2012; артбук)
- (5. октобар 2012; артбук)
- (19. септембар 2013; сет артбукова)
- (4. децембар 2013 - 4. март 2015; корице за репринт манге JoJo's Bizarre Adventure)
- (8. октобар 2014; корице за Dirty Loops-ов албум) [27]
- (25. фебруар 2015; корице за албум Акире Сенџуа)
- (荒木飛呂彦の漫画術, Araki Hirohiko no Manga Jutsu, 17. април 2015)
- (роман, илустрације за Fantasy Press)
- (28. октобар 2016; корице) [28]
- (28. октобар 2016; корице) [28]
- (24. август 2018; корице) [29]
- (постер за Летње параолимпијске игре 2020.) [30]